# باباي (غيم بوي)
باباي (بالإنجليزية: Popeye‎؛ باليابانية: ポパイ)، هي لعبة أكشن طورتها ونشرتها سيغما إنتربريسيس، صدرت اللعبة لليابان فقط في 1990 على غيم بوي.